# One Touch
One Touch is het debuutalbum van de Sugababes. Dit studioalbum dateert van 27 november 2000. In Nederland en Vlaanderen bereikte het album de albumlijst niet. Het nummer "Overload" werd de eerste single van het album en bereikte de hitparades in Nederland en Vlaanderen wel.

## Tracklist
| 1.                 | Overload       | 4:38 |
| 2.                 | One foot in    | 3:25 |
| 3.                 | Same old story | 3:03 |
| 4.                 | Just let it go | 5:01 |
| 5.                 | Look at me     | 3:58 |
| 6.                 | Soul sound     | 4:30 |
| 7.                 | One touch      | 4:20 |
| 8.                 | Lush life      | 4:28 |
| 9.                 | Real thing     | 4:04 |
| 10.                | New year       | 3:51 |
| 11.                | Promises       | 3:17 |
| 12.                | Run for cover  | 3:48 |
| Totale duur: 48:23 |                |      |